# Wolfgang Voigt (Chemiker)

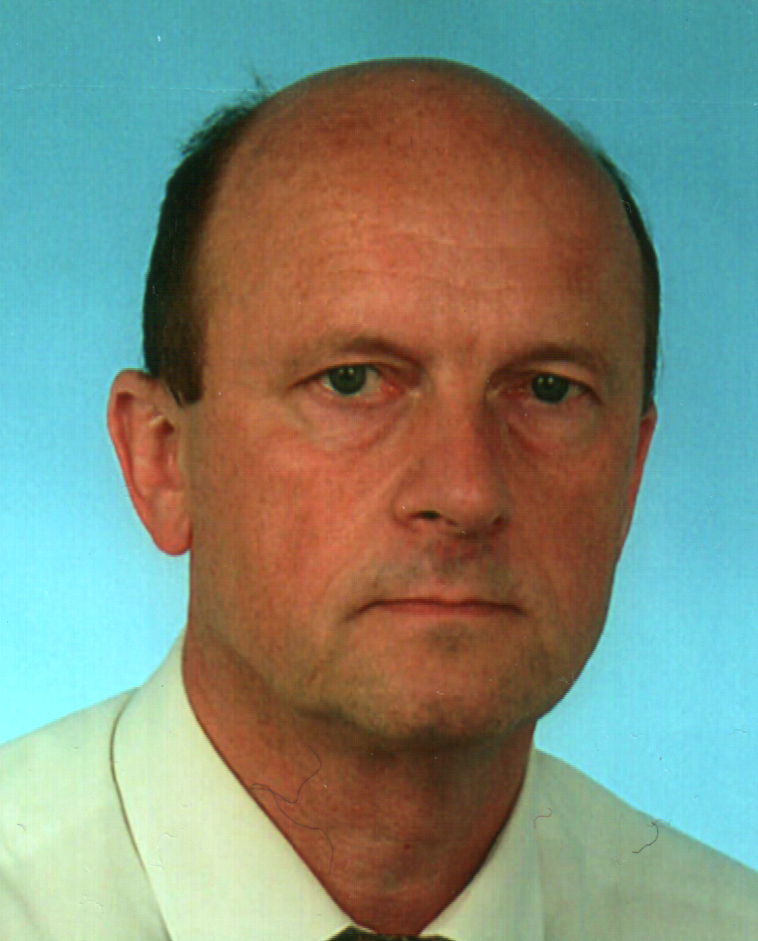
Wolfgang Voigt

Wolfgang Voigt (* 1951 in Bad Schandau) ist ein deutscher Physikochemiker. 

## Leben
Voigt absolvierte 1969 die Erweiterte Oberschule mit dem Abitur und der gekoppelten Berufsausbildung Chemielaborant. Im gleichen Jahr begann er das Studium der Verfahrenschemie an der Technischen Hochschule „Carl Schorlemmer“ Leuna-Merseburg. Dieses Studium beendete er 1976 als Forschungsstudium mit der Promotion zum Thema „Bestimmung von Diffusionspotentialen in geschmolzenen Alkalimetallbromid – Erdalkalimetallbromidmischungen zur Ermittlung elektrischer Transportkenngrößen“ bei Hans-Heinz Emons.
1978/79 folgte ein Forschungsaufenthalt am Mendelejew-Institut in Moskau bei Torotscheschnikow, 1983 bis 1985 sowie 1986 und 1987 ein Aufenthalt an der Universität Oslo bei Grjotheim. Nach der Promotion folgte Voigt seinem Doktorvater an die Bergakademie Freiberg, wo er 1986 seine Promotion B zum Thema „Struktur und Eigenschaften von Salz-Wasser-Systemen im Übergangsbereich Lösung-Schmelze“ einreichte. Damit erlangte er den Titel „Dr. scientiarum“, der heute einer Habilitation entspricht. Von 1987 bis 1989 war Voigt als Hochschuldozent, anschließend als Professor für Physikalische Chemie in Freiberg tätig. Seit 1993 hatte er die Professur für Anorganische Chemie an der TU Bergakademie Freiberg inne und besetzte von 2010 bis 2013 den Posten des Dekans der Fakultät für Chemie und Physik. 
2016 wurde er emeritiert.

## Arbeitsgebiete

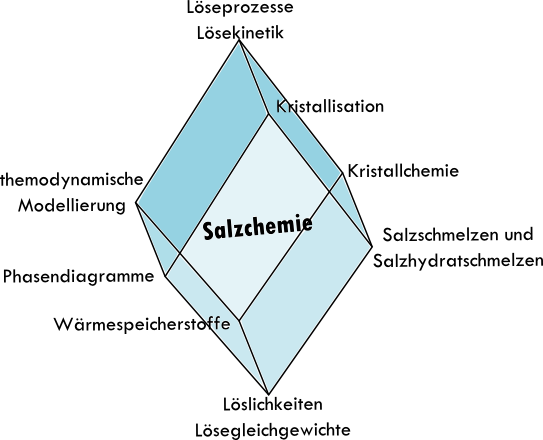
Themengebiete der Salzchemie, die Wolfgang Voigt bearbeitet.

Voigt bearbeitet in seinem Arbeitskreis verschiedenste Problemstellungen der Salzchemie.
Neben Grundlagenforschung zu Löslichkeiten im Multikomponenten-System Salz-Wasser oder zur Kristallisationskinetik setzt er sich mit anwendungsbezogenen Problemen wie der Endlagerung in Salzbergwerken, der Lithiumgewinnung aus Salzseen und Erzen, der Baustoffchemie von Gips und MgO-Beton sowie mit der Erforschung von Wärmespeicherstoffen auseinander.